# Coldrerio
Coldrerio és un municipi del cantó de Ticino (Suïssa), situat al districte de Mendrisio.